# Алекса Милојевић (фудбалер)
Алекса Милојевић (Јагодина, 8. јануар 2000) је српски фудбалски голман који тренутно наступа за Младост из Новог Сада.

## Статистика

### Клупска
Ажурирано 25. јула 2022.
|                     |          |                  |    |   |   |   |   |   |     |   |    |   |  |  |
| Јагодина            | 2015/16. | Суперлига Србије | 1  | 0 | — | — | — | — | —   | — | 1  | 0 |  |  |
| Јагодина            | 2016/17. | Прва лига Србије | 7  | 0 | 0 | 0 | — | — | —   | — | 7  | 0 |  |  |
| Јагодина            | 2017/18. | Прва лига Србије | 15 | 0 | 1 | 0 | — | — | —   | — | 16 | 0 |  |  |
| Јагодина            | Укупно   | Укупно           | 23 | 0 | 1 | 0 | — | — | —   | — | 24 | 0 |  |  |
|                     |          |                  |    |   |   |   |   |   |     |   |    |   |  |  |
| Бачка Бачка Паланка | 2019/19. | Суперлига Србије | 1  | 0 | 0 | 0 | — | — | —   | — | 1  | 0 |  |  |
| Бачка Бачка Паланка | 2019/20. | Прва лига Србије | 29 | 0 | 0 | 0 | — | — | —   | — | 29 | 0 |  |  |
| Бачка Бачка Паланка | 2020/21. | Суперлига Србије | 36 | 0 | 1 | 0 | — | — | —   | — | 37 | 0 |  |  |
| Бачка Бачка Паланка | 2021/22. | Прва лига Србије | 18 | 0 | 0 | 0 | — | — | —   | — | 18 | 0 |  |  |
| Бачка Бачка Паланка | Укупно   | Укупно           | 84 | 0 | 1 | 0 | — | — | —   | — | 85 | 0 |  |  |
|                     |          |                  |    |   |   |   |   |   |     |   |    |   |  |  |
| Младост Нови Сад    | 2021/22. | Прва лига Србије | 15 | 0 | — | — | — | — | —   | — | 15 | 0 |  |  |
| Младост Нови Сад    | 2022/23. | Суперлига Србије | 3  | 0 | 0 | 0 | — | — | —   | — | 3  | 0 |  |  |
| Младост Нови Сад    | Укупно   | Укупно           | 18 | 0 | 0 | 0 | — | — | —   | — | 18 | 0 |  |  |
|                     |          |                  |    |   |   |   |   |   |     |   |    |   |  |  |
| Каријера            | 125      | 0                | 2  | 0 | — | — | — | — | 127 | 0 |    |   |  |  |
|                     |          |                  |    |   |   |   |   |   |     |   |    |   |  |  |

### Утакмице у дресу репрезентације
| Репрезентација Србије у узрасту до 15 година старости | Репрезентација Србије у узрасту до 15 година старости | Репрезентација Србије у узрасту до 15 година старости | Репрезентација Србије у узрасту до 15 година старости | Репрезентација Србије у узрасту до 15 година старости | Репрезентација Србије у узрасту до 15 година старости | Репрезентација Србије у узрасту до 15 година старости | Репрезентација Србије у узрасту до 15 година старости | Репрезентација Србије у узрасту до 15 година старости | Репрезентација Србије у узрасту до 15 година старости |
| #                                                     | Датум                                                 | Такмичење                                             | Локација                                              | Домаћин                                               | Резултат                                              | Гост                                                  | Гол                                                   | Реф.                                                  |                                                       |
| ----------------------------------------------------- | ----------------------------------------------------- | ----------------------------------------------------- | ----------------------------------------------------- | ----------------------------------------------------- | ----------------------------------------------------- | ----------------------------------------------------- | ----------------------------------------------------- | ----------------------------------------------------- | ----------------------------------------------------- |
| 1.                                                    | 14. фебруар 2015.                                     | Међународни турнир у Анталији                         | Eмирхaн спорт комплекс                                | Србија                                                | 1 : 0                                                 | Аустрија                                              |                                                       | [ 15 ]                                                |                                                       |
| 2.                                                    | 14. април 2015.                                       | Пријатељска утакмица                                  | Кућа фудбала, Стара Пазова                            | Србија                                                | 1 : 1                                                 | Чешка                                                 |                                                       | [ 16 ]                                                |                                                       |
| 2                                                     | Укупан број утакмица и постигнутих погодака           | Укупан број утакмица и постигнутих погодака           | Укупан број утакмица и постигнутих погодака           | Укупан број утакмица и постигнутих погодака           | Укупан број утакмица и постигнутих погодака           | Укупан број утакмица и постигнутих погодака           | 0                                                     |                                                       |                                                       |

| Репрезентација Србије у узрасту до 16 година старости | Репрезентација Србије у узрасту до 16 година старости | Репрезентација Србије у узрасту до 16 година старости | Репрезентација Србије у узрасту до 16 година старости | Репрезентација Србије у узрасту до 16 година старости | Репрезентација Србије у узрасту до 16 година старости | Репрезентација Србије у узрасту до 16 година старости | Репрезентација Србије у узрасту до 16 година старости | Репрезентација Србије у узрасту до 16 година старости | Репрезентација Србије у узрасту до 16 година старости |
| #                                                     | Датум                                                 | Такмичење                                             | Локација                                              | Домаћин                                               | Резултат                                              | Гост                                                  | Гол                                                   | Реф.                                                  |                                                       |
| ----------------------------------------------------- | ----------------------------------------------------- | ----------------------------------------------------- | ----------------------------------------------------- | ----------------------------------------------------- | ----------------------------------------------------- | ----------------------------------------------------- | ----------------------------------------------------- | ----------------------------------------------------- | ----------------------------------------------------- |
| 1.                                                    | 27. октобар 2015.                                     | Пријатељска утакмица                                  | Бидгошч                                               | Пољска                                                | 1 : 2                                                 | Србија                                                |                                                       | [ 17 ]                                                |                                                       |
| 2.                                                    | 18. новембар 2015.                                    | Турнир пријатељства                                   | Тренинг центар Петар Милошевски, Скопље               | Србија                                                | 0 : 3                                                 | Италија                                               |                                                       | [ 18 ]                                                |                                                       |
| 3.                                                    | 11. март 2016.                                        | Развојни турнир УЕФА                                  | Кућа фудбала, Стара Пазова                            | Србија                                                | 1 : 2                                                 | Шкотска                                               |                                                       | [ 19 ]                                                |                                                       |
| 4.                                                    | 13. март 2016.                                        | Развојни турнир УЕФА                                  | Кућа фудбала, Стара Пазова                            | Србија                                                | 4 : 0                                                 | Молдавија                                             |                                                       | [ 20 ]                                                |                                                       |
| 5.                                                    | 12. мај 2016.                                         | Турнир „Виктор Бањиков“                               | Стадион Мелњук, Кијев                                 | Србија                                                | 1 : 0                                                 | Бугарска                                              |                                                       | [ 21 ]                                                |                                                       |
| 6.                                                    | 14. мај 2016.                                         | Турнир „Виктор Бањиков“                               | Стадион Мелники                                       | Украјина                                              | 0 : 1                                                 | Србија                                                |                                                       | [ 22 ]                                                |                                                       |
| 7.                                                    | 9. јун 2016.                                          | Меморијални турнир „Миљан Миљанић”                    | Стадион Чукаричког, Баново Брдо                       | Србија                                                | 0 : 1                                                 | Словенија                                             |                                                       | [ 23 ]                                                |                                                       |
| 8.                                                    | 10. јун 2016.                                         | Меморијални турнир „Миљан Миљанић”                    | Стадион Чукаричког, Баново Брдо                       | Србија                                                | 4 : 0                                                 | Црна Гора                                             |                                                       | [ 24 ]                                                |                                                       |
| 9.                                                    | 12. јун 2016.                                         | Меморијални турнир „Миљан Миљанић”                    | Стадион Чукаричког, Баново Брдо                       | Србија                                                | 1 : 3                                                 | Хрватска                                              |                                                       | [ 25 ]                                                |                                                       |
| 9                                                     | Укупан број утакмица и постигнутих погодака           | Укупан број утакмица и постигнутих погодака           | Укупан број утакмица и постигнутих погодака           | Укупан број утакмица и постигнутих погодака           | Укупан број утакмица и постигнутих погодака           | Укупан број утакмица и постигнутих погодака           | 0                                                     |                                                       |                                                       |

| Репрезентација Србије у узрасту до 17 година старости | Репрезентација Србије у узрасту до 17 година старости | Репрезентација Србије у узрасту до 17 година старости | Репрезентација Србије у узрасту до 17 година старости | Репрезентација Србије у узрасту до 17 година старости | Репрезентација Србије у узрасту до 17 година старости | Репрезентација Србије у узрасту до 17 година старости | Репрезентација Србије у узрасту до 17 година старости | Репрезентација Србије у узрасту до 17 година старости | Репрезентација Србије у узрасту до 17 година старости |
| #                                                     | Датум                                                 | Такмичење                                             | Локација                                              | Домаћин                                               | Резултат                                              | Гост                                                  | Гол                                                   | Реф.                                                  |                                                       |
| ----------------------------------------------------- | ----------------------------------------------------- | ----------------------------------------------------- | ----------------------------------------------------- | ----------------------------------------------------- | ----------------------------------------------------- | ----------------------------------------------------- | ----------------------------------------------------- | ----------------------------------------------------- | ----------------------------------------------------- |
| 1.                                                    | 30. јул 2016.                                         | Међународни турнир „Рацкеве”                          | Градски стадион, Српски Ковин                         | Чешка                                                 | 1 : 0                                                 | Србија                                                |                                                       | [ 26 ]                                                |                                                       |
| 2.                                                    | 30. јул 2016.                                         | Међународни турнир „Рацкеве”                          | Градски стадион, Српски Ковин                         | Мађарска                                              | 2 : 0                                                 | Србија                                                |                                                       | [ 27 ]                                                |                                                       |
| 3.                                                    | 20. септембар 2016.                                   | Пријатељска утакмица                                  | Кућа фудбала, Стара Пазова                            | Србија                                                | 6 : 2                                                 | Белорусија                                            |                                                       | [ 28 ]                                                |                                                       |
| 4.                                                    | 20. септембар 2016.                                   | Пријатељска утакмица                                  | Кућа фудбала, Стара Пазова                            | Србија                                                | 1 : 0                                                 | Белорусија                                            |                                                       | [ 29 ]                                                |                                                       |
| 5.                                                    | 26. октобар 2016.                                     | Квалификације за Европско првенство                   | Стадион Бруно Бући, Руси                              | Србија                                                | 3 : 1                                                 | Северна Македонија                                    |                                                       | [ 30 ]                                                |                                                       |
| 6.                                                    | 28. октобар 2016.                                     | Квалификације за Европско првенство                   | Стадион Бруно Бући, Руси                              | Србија                                                | 2 : 0                                                 | Албанија                                              |                                                       | [ 31 ]                                                |                                                       |
| 7.                                                    | 31. октобар 2016.                                     | Квалификације за Европско првенство                   | Стадион Бруно Бенели, Равена                          | Италија                                               | 2 : 0                                                 | Србија                                                |                                                       | [ 32 ]                                                |                                                       |
| 8.                                                    | 2. март 2017.                                         | Пријатељска утакмица                                  | Етно село Станишићи                                   | Босна и Херцеговина                                   | 1 : 1                                                 | Србија                                                |                                                       | [ 33 ]                                                |                                                       |
| 9.                                                    | 27. април 2017.                                       | Пријатељска утакмица                                  | Кућа фудбала, Стара Пазова                            | Србија                                                | 5 : 1                                                 | Украјина                                              |                                                       | [ 34 ]                                                |                                                       |
| 10.                                                   | 7. јун 2017.                                          | Пријатељска утакмица                                  | Стадион у Капошвару                                   | Србија                                                | 0 : 0                                                 | Индија                                                |                                                       | [ 35 ]                                                |                                                       |
| 10                                                    | Укупан број утакмица и постигнутих погодака           | Укупан број утакмица и постигнутих погодака           | Укупан број утакмица и постигнутих погодака           | Укупан број утакмица и постигнутих погодака           | Укупан број утакмица и постигнутих погодака           | Укупан број утакмица и постигнутих погодака           | 0                                                     |                                                       |                                                       |

| Репрезентација Србије у узрасту до 18 година старости | Репрезентација Србије у узрасту до 18 година старости | Репрезентација Србије у узрасту до 18 година старости | Репрезентација Србије у узрасту до 18 година старости | Репрезентација Србије у узрасту до 18 година старости | Репрезентација Србије у узрасту до 18 година старости | Репрезентација Србије у узрасту до 18 година старости | Репрезентација Србије у узрасту до 18 година старости | Репрезентација Србије у узрасту до 18 година старости | Репрезентација Србије у узрасту до 18 година старости |
| #                                                     | Датум                                                 | Такмичење                                             | Локација                                              | Домаћин                                               | Резултат                                              | Гост                                                  | Мин.                                                  | Гол                                                   | Реф.                                                  |
| ----------------------------------------------------- | ----------------------------------------------------- | ----------------------------------------------------- | ----------------------------------------------------- | ----------------------------------------------------- | ----------------------------------------------------- | ----------------------------------------------------- | ----------------------------------------------------- | ----------------------------------------------------- | ----------------------------------------------------- |
| 1.                                                    | 17. април 2018.                                       | Пријатељска утакмица                                  | Кућа фудбала, Стара Пазова                            | Србија                                                | 3 : 3                                                 | Босна и Херцеговина                                   |                                                       | [ 36 ]                                                |                                                       |
| 1                                                     | Укупан број утакмица и постигнутих погодака           | Укупан број утакмица и постигнутих погодака           | Укупан број утакмица и постигнутих погодака           | Укупан број утакмица и постигнутих погодака           | Укупан број утакмица и постигнутих погодака           | Укупан број утакмица и постигнутих погодака           | Укупан број утакмица и постигнутих погодака           | 0                                                     |                                                       |

| Репрезентација Србије у узрасту до 19 година старости | Репрезентација Србије у узрасту до 19 година старости | Репрезентација Србије у узрасту до 19 година старости | Репрезентација Србије у узрасту до 19 година старости | Репрезентација Србије у узрасту до 19 година старости | Репрезентација Србије у узрасту до 19 година старости | Репрезентација Србије у узрасту до 19 година старости | Репрезентација Србије у узрасту до 19 година старости | Репрезентација Србије у узрасту до 19 година старости | Репрезентација Србије у узрасту до 19 година старости |
| #                                                     | Датум                                                 | Такмичење                                             | Локација                                              | Домаћин                                               | Резултат                                              | Гост                                                  | Гол                                                   | Реф.                                                  |                                                       |
| ----------------------------------------------------- | ----------------------------------------------------- | ----------------------------------------------------- | ----------------------------------------------------- | ----------------------------------------------------- | ----------------------------------------------------- | ----------------------------------------------------- | ----------------------------------------------------- | ----------------------------------------------------- | ----------------------------------------------------- |
| 1.                                                    | 8. септембар 2018.                                    | Меморијални турнир „Стеван Вилотић Ћеле”              | Стадион Милан Средановић, Кула                        | Србија                                                | 1 : 1                                                 | Црна Гора                                             |                                                       | [ 37 ]                                                |                                                       |
| 2.                                                    | 13. септембар 2018.                                   | Пријатељска утакмица                                  | Кућа фудбала, Стара Пазова                            | Србија                                                | 2 : 0                                                 | Индија                                                |                                                       | [ 38 ]                                                |                                                       |
| 3.                                                    | 13. октобар 2018.                                     | Пријатељска утакмица                                  | Кућа фудбала, Стара Пазова                            | Србија                                                | 0 : 3                                                 | Русија                                                |                                                       | [ 39 ]                                                |                                                       |
| 4.                                                    | 20. новембар 2018.                                    | Квалификације за Европско првенство                   | Стадион у Колерејну                                   | Пољска                                                | 1 : 4                                                 | Србија                                                |                                                       | [ 40 ]                                                |                                                       |
| 5.                                                    | 14. фебруар 2019.                                     | Пријатељска утакмица                                  | Стадион Плава лагуна, Пореч                           | Хрватска                                              | 1 : 0                                                 | Србија                                                |                                                       | [ 41 ]                                                |                                                       |
| 6.                                                    | 26. фебруар 2019.                                     | Пријатељска утакмица                                  | Кућа фудбала, Стара Пазова                            | Србија                                                | 0 : 1                                                 | Словенија                                             |                                                       | [ 42 ]                                                |                                                       |
| 6                                                     | Укупан број утакмица и постигнутих погодака           | Укупан број утакмица и постигнутих погодака           | Укупан број утакмица и постигнутих погодака           | Укупан број утакмица и постигнутих погодака           | Укупан број утакмица и постигнутих погодака           | Укупан број утакмица и постигнутих погодака           | Укупан број утакмица и постигнутих погодака           | 0                                                     |                                                       |

| Репрезентација Србије у узрасту до 21 године старости | Репрезентација Србије у узрасту до 21 године старости                    | Репрезентација Србије у узрасту до 21 године старости                    | Репрезентација Србије у узрасту до 21 године старости                    | Репрезентација Србије у узрасту до 21 године старости                    | Репрезентација Србије у узрасту до 21 године старости                    | Репрезентација Србије у узрасту до 21 године старости                    | Репрезентација Србије у узрасту до 21 године старости | Репрезентација Србије у узрасту до 21 године старости | Репрезентација Србије у узрасту до 21 године старости |
| #                                                     | Датум                                                                    | Такмичење                                                                | Локација                                                                 | Домаћин                                                                  | Резултат                                                                 | Гост                                                                     | Гол                                                   | Реф.                                                  |                                                       |
| ----------------------------------------------------- | ------------------------------------------------------------------------ | ------------------------------------------------------------------------ | ------------------------------------------------------------------------ | ------------------------------------------------------------------------ | ------------------------------------------------------------------------ | ------------------------------------------------------------------------ | ----------------------------------------------------- | ----------------------------------------------------- | ----------------------------------------------------- |
| 1.                                                    | 30. март 2021.                                                           | Пријатељска утакмица                                                     | Бахчешехир арена, Алања                                                  | Турска                                                                   | 0 : 1                                                                    | Србија                                                                   |                                                       | [ 43 ]                                                |                                                       |
| 2.                                                    | 6. јун 2021.                                                             | Пријатељска утакмица                                                     | Кућа фудбала, Стара Пазова                                               | Србија                                                                   | 0 : 0                                                                    | Русија                                                                   |                                                       | [ 44 ]                                                |                                                       |
| 2                                                     | Укупан број утакмица, постигнутих погодака и минута проведених на терену | Укупан број утакмица, постигнутих погодака и минута проведених на терену | Укупан број утакмица, постигнутих погодака и минута проведених на терену | Укупан број утакмица, постигнутих погодака и минута проведених на терену | Укупан број утакмица, постигнутих погодака и минута проведених на терену | Укупан број утакмица, постигнутих погодака и минута проведених на терену | 0                                                     |                                                       |                                                       |

## Трофеји, награде и признања

### Екипно
Младост Нови Сад
- Прва лига Србије : 2021/22.[45]